# Andrônico Paleólogo (morto em 1344)

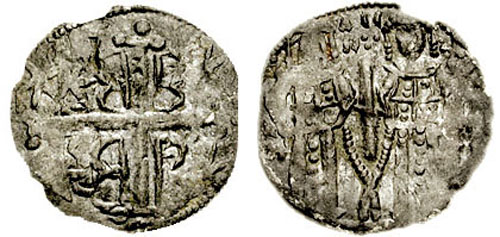
Tornês de (r. 1341-1376; 1379-1391) e r.

Andrônico Paleólogo (em grego: Ἀνδρόνικος Παλαιολόγος; m. em julho de 1344) foi um aristocrata e comandante militar bizantino durante a Guerra civil bizantina de 1341-1347. Era filho do governador de Serres Constantino Paleólogo, um tio do imperador Andrônico III Paleólogo (r. 1328–1341). Andrônico é mencionado pela primeira vez em 19 de novembro de 1341, quando, na ocasião da coroação de João V Paleólogo (r. 1328–1341), foi chamado grande estratopedarca.
Logo depois João VI Cantacuzeno, envolvido numa guerra civil com a regência do infante João V, promoveu-o para protoestrator e nomeou-o como governador da região do Ródope e da fortaleza de Estenímaco. Tão logo ele chegou em sua província, contudo, declarou-se em favor da regência. Isso foi influenciado por seus laços familiares com um dos líderes da regência, o grande duque Aleixo Apocauco, uma de cujas filhas ele havia casado. Seu pai provavelmente aliou-se com a regência em torno do mesmo período.